# Скользящие (фильм, 2001)
«Скользящие» (англ. Shredder) — американский слэшер 2001 года режиссёра Грега Хюсона. Фильм вышел сразу на видео. Фильм также известен под названием «Сноубордисты». Премьера фильма состоялась 17 сентября 2003 года.

## Сюжет
Группа молодых сноубордистов едет на лыжный курорт в горах, поездку организовала Кимберли, отец которой собирается покупать этот курорт. В компании также есть Коул — парень Кимберли. Кроме того один из парней захватил с собой видеокамеры с целью запечатлеть катания. По пути компания подбирает парня, по его словам являющимся европейцем, но постоянно скрывающимся от местных жителей. Курортная база также имеет свою зловещую историю — на её территории группой сноубордистов была убита маленькая девочка, кроме того база является закрытой для многих горнолыжников. Далее сюжет развивается посредством убийств, которые совершает неизвестный человек.

## Критика
Фильм получил умеренно негативные отзывы. Так, критики порталов BeyondHollywood и Horror.com сошлись во мнении, что сюжет фильма слишком предсказуем.

## В ролях
| Актёр          | Роль     |
| -------------- | -------- |
| Линдси МакКеон | Кимберли |
| Скотт Уайнгер  | Коул     |